# Release to Manufacturing
Con Release to Manufacturing (RTM), o "copia gold", si intende, nel campo dell'informatica, la versione finale di un software. A livello di funzionalità è identica alla release candidate, con l'ovvia eccezione della correzione dei bug scoperti durante la fase finale di testing. L'azienda più nota per utilizzare tale termine è la Microsoft, per il suo sistema operativo Windows e per la maggior parte dei software prodotti dall'azienda.
La locuzione inglese "has gone gold" sta ad indicare che la RTM è stata inviata alle imprese manifatturiere incaricate di produrlo in volumi. L'utilizzo di tale termine deriva dall'industria musicale del passato, in cui il master, ovvero il disco originale da cui vengono poi realizzate le matrici per realizzare i vinili, era realizzato appunto in oro, in quanto tale materiale garantiva il massimo della conservazione dei solchi sui dischi. Ancora nell'informatica moderna il cd master può essere realizzato in tale materiale.